# Colonno
Colonno är en ort och kommun i provinsen Como i regionen Lombardiet i Italien. Kommunen hade 506 invånare (2018).